# Кенащы (Акмолинская область)
Кенащы́ (каз. Кеңащы) — село в Енбекшильдерском районе Акмолинской области Казахстана, образует административно-территориальное образование «Село Кенащы» со статусом сельского округа (соответствующий 3-му уровню административно-территориальной единицы).
- Код КАТО — 114540100[2].
- Код КАТО АТЕ — 114540000[3].

## География
Село расположено в западно-центральной части района, на расстоянии примерно 20 километров (по прямой) к северо-востоку от административного центра района — города Степняк.
Абсолютная высота — 268 метров над уровнем моря.
Климат холодно-умеренный, с хорошей влажностью. Среднегодовая температура воздуха положительная и составляет около +3,3°С. Среднемесячная температура воздуха в июле достигает +19,5°С. Среднемесячная температура января составляет около -15,3°С. Среднегодовое количество осадков составляет около 415 мм. Основная часть осадков выпадает в период с июня по август.
Ближайшие населённые пункты: село Заозёрное — на севере, город Степняк — на западе, село Енбекшильдерское — на юго-востоке.

## История
В 1989 году село являлось административным центром Кенащинского сельсовета (сёла Кенащы, Карасор) в составе Кокчетавской области.
В периоде 1991—1998 годов:
- Кенащинский сельсовет был преобразован в сельский округ;
- после упразднения Кокчетавской области вместе с районом и сельским округом село было включено в состав Акмолинской области.

Постановлением акимата Акмолинской области от 13 декабря 2008 года N A-9/561 и решением Акмолинского областного маслихата от 13 декабря 2008 года N 4C-11/16, село Карасор было переведено в категорию иных поселений и было включено в состав села Кенащы.
В связи с этим, согласно закону Республики Казахстан касаемо административно-территориального устройства, Кенащинский сельский округ был преобразован (упразднён) и переведён в категорию села Кенащы с образованием отдельного административно-территориального образования (сельского акимата) «Село Кенащы» на базе Кенащинского сельского округа соответственно.

## Население
В 1989 году население села составляло 840 человек (из них казахи — 100 %).
В 1999 году население села составляло 576 человек (299 мужчин и 277 женщин). По данным переписи 2009 года, в селе проживало 386 человек (205 мужчин и 181 женщина).
| Численность населения | Численность населения | Численность населения |
| 1989                  | 1999                  | 2009                  |
| --------------------- | --------------------- | --------------------- |
| 840                   | ↘576                  | ↘386                  |

## Улицы[9]
- ул. Акан сери
- ул. Биржан сал